# Шнеер, Александр Яковлевич
Александр Яковлевич Шнеер (1892—1994) — советский театровед, историк цирка.

## Биография
Александр Яковлевич Шнеер (псевдоним С. Аронов) родился в 1892 году в г. Друя Витебской губернии. Брат А. Я. Волгина.
В 1917 году окончил филологический факультет Бернского университета.
Место работы: по окончании университета работал политпросветах политуправлений Приволжского Военного Округа, Туркестанского фронта, Заволжского Военного Округа (1919—1923), заведующим литературной частью Большого театра, театра «Ромэн», театров городов Самары, Костромы, Казани, Свердловска.
Печатался с 1918 года. Получила известность его фраза «Мы — не рабы, рабы — не мы», вошедшая в издание советской Азбуки. Был инициатором издания Театральной Энциклопедии (т. 1—4, 1964—1967).
Занимался коллекционированием всего, что касалось цирка, театра, эстрады. Свою коллекцию передал музеям Москвы и Ленинграда.
Скончался в Москве 9 января 1994 года. Похоронен на Востряковском кладбище.

## Семья
Брат театральный актер и режиссёр Або Волгин.

## Труды
- Экскурсия-массовка. С предисл. Я. Боярского. — М., Изд. ВЦСПС, тип. РИО ВЦСПС, 1928. — 43 с.
- Культработа в профсоюзе Рабис / А. Корбон; Под ред. Я. О. Боярского. Вступ. статья Н. Г. Александрова. — Москва : тип. изд-ва «Дер эмес», 1934. — 64 с. — (Библиотека профработника Союза Рабис / Центр. ком-т работников искусств ; Вып. 1.
- Материалы к 100-летию со дня смерти А. С. Пушкина : (В помощь кружкам нар. творчества) / Сост. А. Корбон, О. Олидор; Всес. ком-т по делам искусств при Совнаркоме СССР. Всес. дом народного творчества им. Н. К. Крупской. — Москва : школа ФЗУ треста «Полиграфкнига», 1937. — 116 с.
- Цирк: Маленькая энциклопедия / Авт.-сост. А. Я. Шнеер, Р. Е. Славинский; Редкол: Ю. А. Дмитриев (гл. ред.) и др.; 2-е изд., доп. и испр. — М.: Сов. энциклопедия, 1979. — 447 с.